# Harmonique (physique)
Pour les articles homonymes, voir Harmonique.
En physique, un harmonique est l’élément de décomposition primaire d’une fonction périodique exprimé dans la base de Hilbert.
En d’autres termes, un harmonique correspond à une fonction trigonométrique sinusoïdale (sinus ou cosinus) dont la fréquence est un multiple de la fréquence de la fonction périodique décomposée. La somme de tous les harmoniques d’une fonction périodique reconstitue la fonction.
Comme un signal périodique peut se décomposer en une somme de sinus et cosinus dont les fréquences sont des multiples de la fréquence du signal (dite fréquence fondamentale), le « poids » de certains harmoniques dans la décomposition spectrale d’un son correspond au module de leur coefficient harmonique dans le plan complexe.
Le son le plus simple acoustiquement parlant n’a qu’un harmonique, la fréquence fondamentale, les autres harmoniques ayant un module nul. C’est donc une sinusoïde, dont la phase dépend de la répartition entre la partie réelle (cosinus) et imaginaire (sinus) de l’harmonique, autrement dit de son argument complexe.
En optique non linéaire, certains cristaux permettent de générer, dans certaines conditions, le deuxième, le troisième ou le quatrième harmonique d'un faisceau optique incident de fréquence fondamentale.